# یواس‌اس هیگبی (دی‌دی-۸۰۶)
یواس‌اس هیگبی (دی‌دی-۸۰۶) (به انگلیسی: USS Higbee (DD-806)) یک کشتی بود که طول آن ۳۹۰ فوت ۶ اینچ (۱۱۹٫۰۲ متر) بود. این کشتی در سال ۱۹۴۴ ساخته شد.